# Botswana a 2016. évi nyári olimpiai játékokon
Botswana a brazíliai Rio de Janeiróban megrendezett 2016. évi nyári olimpiai játékok egyik részt vevő nemzete volt. Az országot az olimpián 3 sportágban 12 sportoló képviselte, akik érmet nem szereztek.

## Atlétika
Férfi
| Versenyző                                                       | Versenyszám     | Előfutam | Előfutam | Előfutam | Elődöntő         | Elődöntő         | Elődöntő         | Döntő   | Döntő    |
| Versenyző                                                       | Versenyszám     | Idő      | Hely.    | Össz.    | Idő              | Hely.            | Össz.            | Idő     | Helyezés |
| --------------------------------------------------------------- | --------------- | -------- | -------- | -------- | ---------------- | ---------------- | ---------------- | ------- | -------- |
| Isaac Makwala                                                   | 400 m           | 45,91    | 3.       | 29.      | 46,60            | 8.               | 22.              | kiesett | kiesett  |
| Karabo Sibanda                                                  | 400 m           | 45,56    | 3.       | 20.*     | 44,47            | 3.               | 6.               | 44,25   | 5.       |
| Baboloki Thebe                                                  | 400 m           | 45,41    | 3.       | 14.      | nem állt rajthoz | nem állt rajthoz | nem állt rajthoz | kiesett | kiesett  |
| Nijel Amos                                                      | 800 m           | 1:50,46  | 7.       | 49.      | kiesett          | kiesett          | kiesett          | kiesett | kiesett  |
| Boitumelo Masilo                                                | 800 m           | 1:48,48  | 6.       | 35.      | kiesett          | kiesett          | kiesett          | kiesett | kiesett  |
| Isaac Makwala Karabo Sibanda Onkabetse Nkobolo Gaone Maotoanong | 4 × 400 m váltó | 2:59,35  | 3.       | 4.       |                  |                  |                  | 2:59,06 | 5.       |

Női
| Versenyző             | Versenyszám | Előfutam | Előfutam | Előfutam | Elődöntő | Elődöntő | Elődöntő | Döntő   | Döntő    |
| Versenyző             | Versenyszám | Idő      | Hely.    | Össz.    | Idő      | Hely.    | Össz.    | Idő     | Helyezés |
| --------------------- | ----------- | -------- | -------- | -------- | -------- | -------- | -------- | ------- | -------- |
| Christine Botlogetswe | 400 m       | 52,37    | 4.       | 30.      | kiesett  | kiesett  | kiesett  | kiesett | kiesett  |
| Lydia Jele            | 400 m       | 52,24    | 4.       | 27.      | kiesett  | kiesett  | kiesett  | kiesett | kiesett  |

* - egy másik versenyzővel azonos eredményt ért el

## Cselgáncs
Férfi
| Versenyző    | Versenyszám | Selejtező         | 32-es főtábla                        | Nyolcaddöntő      | Negyeddöntő       | Elődöntő          | Vigaszág elődöntő | Bronz- mérkőzés   | Döntő             | Helyezés |
| Versenyző    | Versenyszám | Ellenfél Eredmény | Ellenfél Eredmény                    | Ellenfél Eredmény | Ellenfél Eredmény | Ellenfél Eredmény | Ellenfél Eredmény | Ellenfél Eredmény | Ellenfél Eredmény | Helyezés |
| ------------ | ----------- | ----------------- | ------------------------------------ | ----------------- | ----------------- | ----------------- | ----------------- | ----------------- | ----------------- | -------- |
| Gavin Mogopa | Légsúly     | erőnyerő          | Pavel Petřikov (CZE) · 000(0)–110(0) | kiesett           | kiesett           | kiesett           |                   |                   |                   | 17.      |

## Úszás
Férfi
| Versenyző           | Versenyszám | Előfutam | Előfutam | Előfutam | Elődöntő | Elődöntő | Elődöntő | Döntő   | Döntő    |
| Versenyző           | Versenyszám | Idő      | Hely.    | Össz.    | Idő      | Hely.    | Össz.    | Idő     | Helyezés |
| ------------------- | ----------- | -------- | -------- | -------- | -------- | -------- | -------- | ------- | -------- |
| David van der Colff | 100 m hát   | 57,77    | 3.       | 35.      | kiesett  | kiesett  | kiesett  | kiesett | kiesett  |

Női
| Versenyző   | Versenyszám | Előfutam | Előfutam | Előfutam | Elődöntő | Elődöntő | Elődöntő | Döntő   | Döntő    |
| Versenyző   | Versenyszám | Idő      | Hely.    | Össz.    | Idő      | Hely.    | Össz.    | Idő     | Helyezés |
| ----------- | ----------- | -------- | -------- | -------- | -------- | -------- | -------- | ------- | -------- |
| Naomi Ruele | 50 m gyors  | 26,23    | 2.       | 47.      | kiesett  | kiesett  | kiesett  | kiesett | kiesett  |